# Campylium fitz-geraldii
Campylium fitz-geraldii là một loài Rêu trong họ Amblystegiaceae. Loài này được (Renauld) Kindb. mô tả khoa học đầu tiên năm 1894.